# Giovanni Granafei
Giovanni Granafei (* um 1605 in Brindisi; † 18. März 1683 in Bari) war von 1653 bis 1666 Bischof von Alessano und von 1666 bis 1683 Erzbischof von Bari.

## Leben
Giovanni Granafei stammte aus dem Geschlecht der Marchesen von Carovigno. Er widmete sich der Theologie, insbesondere dem kanonischen Recht, und stieg nach Beendigung seiner Studien in der kirchlichen Hierarchie allmählich höher. Im Juni 1653 wurde er von Papst Innozenz X. zum Bischof von Alessano und im Oktober 1666 von Papst Alexander VII. zum Erzbischof von Bari ernannt. In letzterer Funktion bemühte er sich, herrschende Missbräuche in der Verwaltung seiner Diözese abzustellen. Bei der Visitation der Klöster seines Sprengels stellte er fest, dass das Finanzwesen der Nonnenklöster im Argen lag. Deshalb verordnete er, dass die Kasse eines jeden Klosters mit drei verschiedenen Schlüsseln versperrt werden müsse, von denen den einen der Bischof, den zweiten die Äbtissin und den dritten ein vom Bischof zu bestimmender Geistlicher besitzen solle. Diese Maßnahme erregte wohl  bei den Klosterangehörigen großes Missfallen, soll aber allgemein als nützlich und notwendig betrachtet worden sein.
Granafei sorgte auch für die Erhaltung und Verschönerung der Kirchen und Klöster, hielt jedoch dabei auf strenge Beachtung der Kirchenzucht und berief deshalb 1675 ein Diözesankonzil ein, dessen Beschlüsse er nebst allen Beschlüssen seiner Vorgänger in einer eigenen Sammlung (Constitutiones Synodi diocesanae Barensis, Venedig 1676) herausgab. Durch seine strenge Ordnungsliebe machte er sich bei einem Großteil des Klerus seiner Diözese so missliebig, dass dieser eine Anklage gegen ihn beim Papst einbrachte. Er wurde nach Rom gerufen, wo seine Gegner jahrelang seine Rechtfertigungsbemühungen hintertrieben. Als  sich seine Unschuld herausgestellt hatte, kehrte er niedergedrückt und krank nach Bari zurück, wo er bald darauf am 18. März 1683 starb.